# Castiarina shelleybarkeri
Castiarina shelleybarkeri es una especie de escarabajo del género Castiarina, familia Buprestidae. Fue descrita científicamente por Nylander en 2006.